# Понте (Терни)
Понте (итал. Ponte) је насеље у Италији у округу Терни, региону Умбрија.
Према процени из 2011. у насељу је живело 109 становника. Насеље се налази на надморској висини од 344 м.